# Serie A 1966 (hockey su pista)
La Serie A 1966 è stata la 43ª edizione (la 17ª a girone unico), del torneo di primo livello del campionato italiano di hockey su pista. La competizione ha avuto inizio il 4 giugno e si è conclusa il 1º ottobre 1966.
Lo scudetto è stato conquistato dal Monza per la sesta volta nella sua storia, la seconda consecutiva.

## Stagione

### Novità
A prendere il testimone del Bassano e della Pro Follonica retrocesse in serie B vi furono, vincendo il campionato cadetto, l'Arengo Monza e il Laverda Breganze; entrambe le squadre erano all'esordio in serie A. Al torneo parteciparono: Amatori Modena, Monza, DLF Trieste, Lodi, Marzotto Valdagno,  Novara, Rapid Modena, Triestina e appunto l'Arengo Monza e il Laverda Breganze. Successivamente il Bassano fu ripescato a completamento dell'organico della serie A per la rinuncia del Rapid Modena a partecipare alla massima serie.

### Formula
La formula del campionato fu la stessa della stagione precedente; la manifestazione fu organizzata con un girone all'italiana, con gare di andata e ritorno per un totale di 18 giornate: erano assegnati 2 punti per l'incontro vinto e un punto a testa per l'incontro pareggiato, mentre non ne era attribuito alcuno per la sconfitta. Al termine del campionato la prima squadra classificata venne proclamata campione d'Italia mentre la nona e la decima classificata retrocedettero in serie B.

### Avvenimenti
Il campionato iniziò il 4 giugno e si concluse il 1º ottobre 1966. Il torneo vide come protagoniste le solite compagine del Monza, dell'Amatori Modena e dell Triestina. Fu il club brianzolo che per primo guadagnò la testa della classifica dalla seconda alla quarta giornata; successivamente fu l'Amatori Modena a guidare il campionato. Il girone di andata si chiuse con le tre compagini appaiate a quota quindici punti in testa alla classifica mentre il Lodi e il DLF Trieste erano invischiate in zona retrocessione. La svolta del torneo giunse alla quindicesima quando la Candy vinse sul campo del Novara tornando in testa in solitaria per non lasciarla più laureandosi per la sesta volta, la seconda consecutiva, campione d'Italia. Il Monza acquisì il diritto di rappresentare l'Italia nella seconda edizione della Coppa dei Campioni. Da segnalare inoltre che il Novara vinse la prima edizione della Coppa Italia. Retrocedettero in serie B il DLF Trieste, dopo tredici campionati passati in massima serie, e il Lodi che perse lo spareggio salvezza giocato a Novara contro l'Arengo Monza. Renzo Zaffinetti del Novara segnando 45 reti vinse per la quarta volta, la seconda consecutiva, la classifica dei cannonieri.

## Squadre partecipanti
| Club              | Stagione | Città                   | Impianto                         | Stagione precedente              |
| ----------------- | -------- | ----------------------- | -------------------------------- | -------------------------------- |
| Amatori Modena    | dettagli | Modena                  | Pista da ballo del Rifugio Verde | 3º in Serie A                    |
| Arengo Monza      | n.d.     | Monza (MI)              | Pista di via Boccaccio           | In Serie B, promosso             |
| Bassano           | dettagli | Bassano del Grappa (VI) | ?                                | 9º in Serie A, ripescato         |
| Monza             | dettagli | Monza (MI)              | Pista di via Boccaccio           | 1º in Serie A, campione d'Italia |
| DLF Trieste       | dettagli | Trieste                 | Pista di Viale Miramare          | 5º in Serie A                    |
| Laverda Breganze  | dettagli | Breganze (VI)           | ?                                | In Serie B, promosso             |
| Lodi              | dettagli | Lodi (MI)               | Pista Revellino                  | 7º in Serie A                    |
| Marzotto Valdagno | dettagli | Valdagno (VI)           | Pista Cavalchina                 | 6º in Serie A                    |
| Novara            | dettagli | Novara                  | Pista in viale Buonarroti        | 2º in Serie A                    |
| Triestina         | dettagli | Trieste                 | Pista di Viale Miramare          | 4º in Serie A                    |

### Allenatori e primatisti
| Squadra           | Allenatore    | Cannoniere                 |
| ----------------- | ------------- | -------------------------- |
| Amatori Modena    |               |                            |
| Arengo Monza      |               |                            |
| Bassano           |               |                            |
| Monza             | Bruno Bolis   |                            |
| DLF Trieste       |               |                            |
| Laverda Breganze  |               |                            |
| Lodi              |               |                            |
| Marzotto Valdagno |               |                            |
| Novara            | Angelo Grassi | Renzo Zaffinetti (45 reti) |
| Triestina         | Mario Cergol  |                            |

## Risultati
| Andata (1ª) | Andata (1ª) | Prima giornata                | Ritorno (10ª) | Ritorno (10ª) |
|             |             |                               |               |               |
| 4 giu       | 3-1         | Amatori Modena-Arengo Monza   | 3-6           | 30 lug        |
| 4 giu       | 6-1         | Candy Monza-Laverda Breganze  | 5-3           | 30 lug        |
| 4 giu       | 5-3         | Marzotto Valdagno-DLF Trieste | 4-1           | 30 lug        |
| 4 giu       | 8-3         | Novara-Lodi                   | 2-1           | 30 lug        |
| 4 giu       | 2-0         | Triestina-Bassano             | 3-3           | 30 lug        |

| Andata (2ª) | Andata (2ª) | Seconda giornata                   | Ritorno (11ª) | Ritorno (11ª) |
|             |             |                                    |               |               |
| 11 giu.     | 0-0         | Arengo Monza-Triestina             | 1-3           | 6 ago.        |
| 11 giu.     | 1-1         | Bassano-Amatori Modena             | 1-2           | 6 ago.        |
| 11 giu.     | 4-3         | DLF Trieste-Novara                 | 4-5           | 6 ago.        |
| 11 giu.     | 7-4         | Laverda Breganze-Marzotto Valdagno | 2-4           | 6 ago.        |
| 11 giu.     | 3-5         | Lodi-Candy Monza                   | 0-7           | 6 ago.        |

| Andata (3ª) | Andata (3ª) | Terza giornata                  | Ritorno (12ª) | Ritorno (12ª) |
|             |             |                                 |               |               |
| 18 giu.     | 7-0         | Amatori Modena-Laverda Breganze | 4-2           | 20 ago.       |
| 18 giu.     | 3-2         | Candy Monza-DLF Trieste         | 2-3           | 20 ago.       |
| 18 giu.     | 8-3         | Marzotto Valdagno-Bassano       | 3-6           | 20 ago.       |
| 18 giu.     | 5-2         | Novara-Arengo Monza             | 5-4           | 20 ago.       |
| 18 giu.     | 6-0         | Triestina-Lodi                  | 5-3           | 20 ago.       |

| Andata (4ª) | Andata (4ª) | Quarta giornata            | Ritorno (13ª) | Ritorno (13ª) |
|             |             |                            |               |               |
| 25 giu.     | 0-4         | Arengo Monza-Candy Monza   | 1-3           | 27 ago.       |
| 25 giu.     | 2-2         | Bassano-Novara             | 5-7           | 27 ago.       |
| 25 giu.     | 1-6         | DLF Trieste-Amatori Modena | 2-4           | 27 ago.       |
| 25 giu.     | 3-3         | Laverda Breganze-Triestina | 2-3           | 27 ago.       |
| 25 giu.     | 7-3         | Lodi-Marzotto Valdagno     | 2-3           | 27 ago.       |

| Andata (5ª) | Andata (5ª) | Quinta giornata          | Ritorno (14ª) | Ritorno (14ª) |
|             |             |                          |               |               |
| 29 giu.     | 4-4         | Arengo Monza-DLF Trieste | 7-6           | 27 ago.       |
| 29 giu.     | 11-4        | Laverda Breganze-Bassano | 2-4           | 27 ago.       |
| 29 giu.     | 3-6         | Lodi-Amatori Modena      | 1-8           | 27 ago.       |
| 29 giu.     | 5-1         | Novara-Marzotto Valdagno | 13-5          | 27 ago.       |
| 29 giu.     | 5-2         | Triestina-Candy Monza    | 0-3           | 27 ago.       |

| Andata (6ª) | Andata (6ª) | Sesta giornata                   | Ritorno (15ª) | Ritorno (15ª) |
|             |             |                                  |               |               |
| 2 lug.      | 6-2         | Amatori Modena-Marzotto Valdagno | 2-2           | 10 set.       |
| 2 lug.      | 4-2         | Bassano-Arengo Monza             | 1-3           | 10 set.       |
| 2 lug.      | 3-2         | Candy Monza-Novara               | 5-3           | 10 set.       |
| 2 lug.      | 1-3         | DLF Trieste-Triestina            | 0-3           | 10 set.       |
| 2 lug.      | 2-1         | Lodi-Laverda Breganze            | 2-2           | 10 set.       |

| Andata (7ª) | Andata (7ª) | Settima giornata              | Ritorno (16ª) | Ritorno (16ª) |
|             |             |                               |               |               |
| 9 lug.      | 1-1         | Arengo Monza-Lodi             | 0-2           | 17 set.       |
| 9 lug.      | 4-3         | Bassano-DLF Trieste           | 2-6           | 17 set.       |
| 9 lug.      | 2-7         | Marzotto Valdagno-Candy Monza | 1-2           | 17 set.       |
| 9 lug.      | 6-3         | Novara-Laverda Breganze       | 5-9           | 17 set.       |
| 9 lug.      | 1-1         | Triestina-Amatori Modena      | 2-4           | 17 set.       |

| Andata (8ª) | Andata (8ª) | Ottava giornata               | Ritorno (17ª) | Ritorno (17ª) |
|             |             |                               |               |               |
| 20 lug.     | 3-1         | Amatori Modena-Novara         | 1-6           | 24 set.       |
| 20 lug.     | 3-1         | Candy Monza-Bassano           | 1-2           | 24 set.       |
| 20 lug.     | 3-2         | DLF Trieste-Lodi              | 2-4           | 24 set.       |
| 20 lug.     | 7-5         | Laverda Breganze-Arengo Monza | 1-1           | 24 set.       |
| 20 lug.     | 6-7         | Marzotto Valdagno-Triestina   | 2-5           | 24 set.       |

| \| Andata (9ª) \| Andata (9ª) \| Nona giornata \| Ritorno (18ª) \| Ritorno (18ª) \| \| \| \| \| \| \| \| 23 lug. \| 4-4 \| Amatori Modena-Candy Monza \| 1-2 \| 1º ott. \| \| 23 lug. \| 3-2 \| Arengo Monza-Marzotto Valdagno \| 2-5 \| 1º ott. \| \| 23 lug. \| 4-1 \| Bassano-Lodi \| 0-6 \| 1º ott. \| \| 23 lug. \| 6-4 \| DLF Trieste-Laverda Breganze \| 2-9 \| 1º ott. \| \| 23 lug. \| 3-4 \| Novara-Triestina \| 2-3 \| 1º ott. \| |             |                                |               |               |
| Andata (9ª) | Andata (9ª) | Nona giornata                  | Ritorno (18ª) | Ritorno (18ª) |
| |             |                                |               |               |
| 23 lug. | 4-4         | Amatori Modena-Candy Monza     | 1-2           | 1º ott.       |
| 23 lug. | 3-2         | Arengo Monza-Marzotto Valdagno | 2-5           | 1º ott.       |
| 23 lug. | 4-1         | Bassano-Lodi                   | 0-6           | 1º ott.       |
| 23 lug. | 6-4         | DLF Trieste-Laverda Breganze   | 2-9           | 1º ott.       |
| 23 lug. | 3-4         | Novara-Triestina               | 2-3           | 1º ott.       |

## Classifica finale
|  | Pos. | Squadra           | Pt | G  | V  | N | P  | GF | GS | DR  |
|  | ---- | ----------------- | -- | -- | -- | - | -- | -- | -- | --- |
|  | 1.   | Monza             | 29 | 18 | 14 | 1 | 3  | 67 | 34 | +33 |
|  | 2.   | Triestina         | 28 | 18 | 12 | 4 | 2  | 58 | 36 | +22 |
|  | 3.   | Amatori Modena    | 26 | 18 | 11 | 4 | 3  | 66 | 38 | +28 |
|  | 4.   | Novara            | 21 | 18 | 10 | 1 | 7  | 83 | 62 | +21 |
|  | 5.   | Bassano           | 15 | 18 | 6  | 3 | 9  | 47 | 66 | -19 |
|  | 6.   | Laverda Breganze  | 13 | 18 | 5  | 3 | 10 | 69 | 73 | -4  |
|  | 7.   | Marzotto Valdagno | 13 | 18 | 6  | 1 | 11 | 62 | 83 | -21 |
|  | 8.   | Arengo Monza      | 12 | 18 | 4  | 4 | 10 | 43 | 59 | -4  |
|  | 9.   | Lodi              | 12 | 18 | 5  | 2 | 11 | 43 | 66 | -21 |
|  | 10.  | DLF Trieste       | 11 | 18 | 5  | 1 | 12 | 53 | 74 | -21 |

Legenda:
      Campione d'Italia e qualificato in Coppa dei Campioni 1966-1967
  Vincitore della Coppa Italia 1966.
      Retrocessa in Serie B.
Note:
Due punti a vittoria, uno a pareggio, zero a sconfitta.
Il Laverda Breganze prevale sul Marzotto Valdagno in virtù della migliore differenza reti generale.
L'Arengo Monza salvo dopo aver vinto lo spareggio salvezza contro il Lodi.

## Spareggio salvezza
| Arbitro: | Console (Novara) |

|                                              |           |                  |
| Fossati 2'35", 3'28", 28'48", 28'51", 41'25" | Marcatori | 24'48" Simonetti |

## Verdetti
| Verdetto                          | Club              |
| --------------------------------- | ----------------- |
| Campione d'Italia 1966            | Monza (6º titolo) |
| Qualificato in Coppa dei Campioni | Monza             |
| Retrocesse in Serie B             | Lodi DLF Trieste  |

### Squadra campione
| N° | Naz.              | Ruolo | Sportivo            |  |  |  |
| -- | ----------------- | ----- | ------------------- |  |  |  |
| ?  | Italia (bandiera) | E     | Gualtiero Bortolini |  |  |  |
| ?  | Italia (bandiera) | E     | Cesare Bosisio      |  |  |  |
| ?  | Italia (bandiera) | E     | Consiglio           |  |  |  |
| ?  | Italia (bandiera) | E     | Franchi             |  |  |  |
| ?  | Italia (bandiera) | E     | Emilio Levati       |  |  |  |
| ?  | Italia (bandiera) | E     | Filippo Maiocchi    |  |  |  |
| ?  | Italia (bandiera) | P     | Motta               |  |  |  |
| ?  | Italia (bandiera) | E     | Giuseppe Pessina    |  |  |  |
| ?  | Italia (bandiera) | P     | Piazza              |  |  |  |
| ?  | Italia (bandiera) | E     | Vincenzo Villa      |  |  |  |

- Allenatore:  Bruno Bolis

## Statistiche del torneo

### Capoliste solitarie
|    | ——    | ——    | ——    | ——     | ——     | —— | —— | —— | ——    | ——    | ——        | ——        | ——  | ——    | ——    | ——    | ——    | —— |  |
|    | Monza | Monza | Monza | Modena | Modena |    |    |    | Monza | Monza | Triestina | Triestina |     | Monza | Monza | Monza | Monza |    |  |
|    |       |       |       |        |        |    |    |    |       |       |           |           |     |       |       |       |       |    |  |
|    |       |       |       |        |        |    |    |    |       |       |           |           |     |       |       |       |       |    |  |
| 1ª | 2ª    | 3ª    | 4ª    | 5ª     | 6ª     | 7ª | 8ª | 9ª | 10ª   | 11ª   | 12ª       | 13ª       | 14ª | 15ª   | 16ª   | 17ª   | 18ª   |    |  |

### Classifica in divenire
|                   | 1ª | 2ª | 3ª | 4ª | 5ª | 6ª | 7ª | 8ª | 9ª | 10ª | 11ª | 12ª | 13ª | 14ª | 15ª | 16ª | 17ª | 18ª |
| ----------------- | -- | -- | -- | -- | -- | -- | -- | -- | -- | --- | --- | --- | --- | --- | --- | --- | --- | --- |
| Amatori Modena    | 2  | 3  | 5  | 7  | 9  | 11 | 12 | 14 | 15 | 15  | 17  | 19  | 21  | 23  | 24  | 26  | 26  | 26  |
| Arengo Monza      | 0  | 1  | 1  | 1  | 2  | 2  | 3  | 3  | 5  | 7   | 7   | 7   | 7   | 9   | 11  | 11  | 12  | 12  |
| Bassano           | 0  | 1  | 1  | 2  | 2  | 4  | 6  | 6  | 8  | 9   | 9   | 11  | 11  | 13  | 13  | 13  | 15  | 15  |
| Monza             | 2  | 4  | 6  | 8  | 8  | 10 | 12 | 14 | 15 | 17  | 19  | 19  | 21  | 23  | 25  | 27  | 27  | 29  |
| DLF Trieste       | 0  | 2  | 2  | 2  | 3  | 3  | 3  | 5  | 7  | 7   | 7   | 9   | 9   | 9   | 9   | 11  | 11  | 11  |
| Laverda Breganze  | 0  | 2  | 2  | 3  | 5  | 5  | 5  | 7  | 7  | 7   | 7   | 7   | 7   | 7   | 8   | 10  | 11  | 13  |
| Lodi              | 0  | 0  | 0  | 2  | 2  | 4  | 5  | 5  | 5  | 5   | 5   | 5   | 5   | 5   | 6   | 8   | 10  | 12  |
| Marzotto Valdagno | 2  | 2  | 4  | 4  | 4  | 4  | 4  | 4  | 4  | 6   | 8   | 8   | 10  | 10  | 11  | 11  | 11  | 13  |
| Novara            | 2  | 2  | 4  | 5  | 7  | 7  | 9  | 9  | 9  | 11  | 13  | 15  | 17  | 19  | 19  | 19  | 21  | 21  |
| Triestina         | 2  | 3  | 5  | 6  | 8  | 10 | 11 | 13 | 15 | 16  | 18  | 20  | 22  | 22  | 24  | 24  | 26  | 28  |

### Record squadre
- Maggior numero di vittorie: Monza (14)
- Minor numero di vittorie: DLF Trieste, Laverda Breganze e Lodi (5)
- Maggior numero di pareggi: Amatori Modena, Arengo Monza e Triestina (4)
- Minor numero di pareggi: Monza, DLF Trieste, Marzotto Valdagno e Novara (1)
- Maggior numero di sconfitte: DLF Trieste (12)
- Minor numero di sconfitte: Triestina (2)
- Miglior attacco: Novara (83 reti realizzate)
- Peggior attacco: Arengo Monza e Lodi (43 reti realizzate)
- Miglior difesa: Monza (34 reti subite)
- Peggior difesa: Marzotto Valdagno (83 reti subite)
- Miglior differenza reti: Monza (+33)
- Peggior differenza reti: DLF Trieste, Lodi e Marzotto Valdagno (-21)

### Classifica cannonieri
| Gol |  |  | Giocatore        | Squadra |
| --- |  |  | ---------------- | ------- |
| 45  |  |  | Renzo Zaffinetti | Novara  |